# Monumento natural Cueva Nagarevi
El monumento natural cueva Nagarevi (en georgiano: ნაგარევის მღვიმის ბუნების ძეგლი) es una cueva kárstica ubicada cerca del pueblo Godogani, municipio de Terjola en la región de Imericia, Georgia, a 199 metros sobre el nivel del mar. Se encuentra en la ladera izquierda de la pintoresca garganta de Cheshura al otro lado del río desde el monasterio.

## Morfología
La cueva Nagarevi se formó en las calizas del  Cretácico en el macizo kárstico de Okriba. Su longitud total es de 140 m. Desde la entrada, el camino principal desciende en espiral río abajo y forma un túnel estrecho. La parte delantera de la cueva tiene dos niveles. Más abajo, tiene varias ramificaciones estrechas y pequeños pasillos. También existen fragmentos de terrazas. Los espeleotemas de cueva están poco desarrollados. Siempre está presente un pequeño arroyo en el cruce de las ramificaciones de la cueva. Durante las lluvias se inundan completamente.

## Fauna
Entre las especies que habitan la cueva se incluyen: Oxychilus, Minunthozetes, Oribatula y Oribella. 